# Wielkie Zajączkowo (gromada)
Wielkie Zajączkowo – dawna gromada, czyli najmniejsza jednostka podziału terytorialnego Polskiej Rzeczypospolitej Ludowej w latach 1954–1972.
Gromady, z gromadzkimi radami narodowymi (GRN) jako organami władzy najniższego stopnia na wsi, funkcjonowały od reformy reorganizującej administrację wiejską przeprowadzonej jesienią 1954 do momentu ich zniesienia z dniem 1 stycznia 1973, tym samym wypierając organizację gminną w latach 1954–1972.
Gromadę Wielkie Zajączkowo z siedzibą GRN w Wielkim Zajączkowie utworzono – jako jedną z 8759 gromad na obszarze Polski – w powiecie świeckim w woj. bydgoskim, na mocy uchwały nr 24/12 WRN w Bydgoszczy z dnia 5 października 1954. W skład jednostki weszły obszary dotychczasowych gromad Wielkie Zajączkowo, Mątawy i Wielki Lubień ze zniesionej gminy Grupa w tymże powiecie. Dla gromady ustalono 23 członków gromadzkiej rady narodowej.
Gromadę zniesiono 31 grudnia 1961, a jej obszar włączono do gromad Dragacz (wsie Wielkie Zajączkowo i Wielki Lubień, przysiółki Małe Zajączkowo, Zajączkowo i Mały Lubień oraz kolonia Kompania) i Nowe (wieś Mątwy) w tymże powiecie.